# Microsporum boullardii
Microsporum boullardii är en svampart som beskrevs av Dominik & Majchr. 1965. Microsporum boullardii ingår i släktet Microsporum och familjen Arthrodermataceae.   Inga underarter finns listade i Catalogue of Life.